# Jezero Mons
Lo Jezero Mons è una struttura geologica della superficie di Marte.